# 科琳·米勒
科琳·米勒（英語：Colleen Miller，1967年12月30日—），加拿大女子赛艇运动员。她曾代表加拿大参加世界赛艇锦标赛，获得四枚金牌和一枚银牌。她也曾参加1996年夏季奥林匹克运动会。